# كاثرين غور
كاثرين غور (بالإنجليزية: Catherine Gore)‏ (1799 في المملكة المتحدة - 29 يناير 1861)؛ مؤلِّفة، كاتِبة مسرحية وروائية بريطانية.